# Pedrinópolis
Pedrinópolis este un oraș în Minas Gerais, Brazilia.